# Dolors Peñalver Valenzuela
Dolors Peñalver Valenzuela (La Unión, Murcia, 1915-Hospitalet de Llobregat, 1986), conocida como Lola, fue una líder sindical, militante de la Confederación Nacional del Trabajo (CNT) y de la organización feminista Mujeres Libres. Fue un referente de la lucha obrera, feminista y vecinal, represaliada por el franquismo.

## Biografía
Nacida en la cuenca minera de La Unión, en 1924 toda la familia emigró a Cataluña y se instaló en el barrio de La Torrassa de Hospitalet de Llobregat. Tenía diez hermanos y estaban vinculados al movimiento libertario. Su padre vendía fruta en El Borne y ella lo acompañaba. A los catorce años buscó trabajo en el sector del textil y aprendió el oficio de mechera.
En 1932 con 17 años trabajaba en la fábrica de Can Trinxet, en el barrio de Santa Eulalia de Provençana, se afilió a la CNT y se convirtió en una sindicalista muy activa. Frecuentaba el Ateneo de Santa Eulàlia y participaba en huelgas y movilizaciones que reclamaban derechos laborales y condiciones de vida menos miserables. Por su participación en los piquetes de huelga fue encarcelada dos veces durante la Segunda República.
Unida sentimentalmente a Francesc Pedra Argüelles, un destacado y precoz activista del movimiento obrero que a la edad de once años había liderado La huelga de los aprendices, la Guerra Civil y el exilio los mantuvo una década separados. En 1939, Lola fue detenida por sus antecedentes y pasó casi tres años en la Prisión de Les Corts de forma irregular, sin acusación concreta y sin juicio. Mientras estaba presa murió su hijo de dos años y algunos de sus hermanos. Al recobrar la libertad, quedó inscrita en las llamadas listas negras que elaboraba el Franquismo y que condenaban a los afectados al ostracismo laboral y a la miseria. Sobrevivió sirviendo y cosiendo en casas.
Terminada la Segunda Guerra Mundial, su compañero fue liberado del campo de prisioneros de Magdeburgo, donde había sido recluido como trabajador esclavo del nazismo. Volvió clandestinamente a Cataluña y trabajó muchos años con documentación falsa en el sector del vidrio. A punto de llegar a la década de 1950 la pareja tuvo otro hijo, Germà Pedra Peñalver, que a finales de la década de 1970 fue un pionero del Movimiento Español de Liberación Homosexual (MELH), militó en el Partido de los Socialistas de Cataluña (PSC) y fue concejal y diputado en la Diputación de Barcelona.

Establecidos en el barrio de Pubilla Cases de Hospitalet, desde 1959 el hogar de Lola Peñalver y Francesc Pedra se convirtió en un símbolo de la resistencia contra la dictadura franquista. A principios de la década de 1970 ella, que había sido militante de la organización femenina anarcosindicalista de Mujeres Libres, creó el primer grupo de alfabetización para mujeres y participó activamente en las luchas vecinales. Falleció en 1986 a los 71 años. Su marido, que vivió hasta el 2000, mantuvo su implicación social participando en grandes movilizaciones y coordinando la asociación de jubilados y pensionistas, y la asamblea de parados. En 1994 dio toda la documentación al Archivo Municipal de L'Hospitalet de Llobregat.

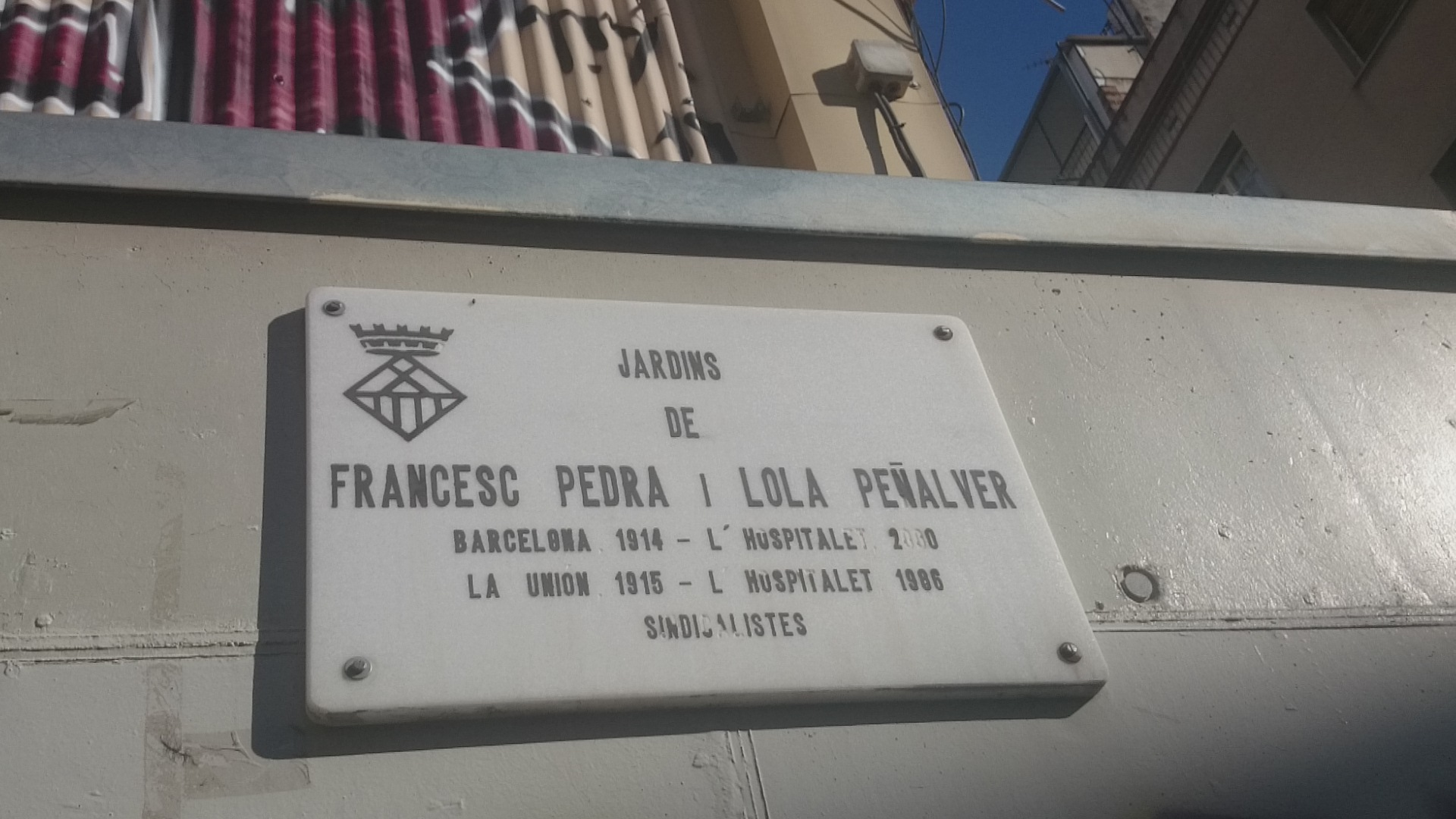

## Reconocimientos
En 2006, en un pequeño espacio ajardinado de la ciudad, entre las calles Joventut y Mas, se inauguraron los Jardines de Francesc Pedra y Lola Peñalver, en memoria de la pareja que dedicó toda su vida a luchar por los derechos y libertades de la gente trabajadora.